# Lisa Hilton

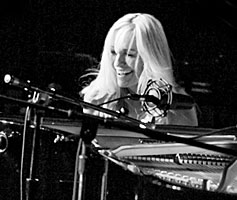
Lisa Hilton

Lisa Kristine Hilton (geb. in San Luis Obispo) ist eine US-amerikanische Smooth Jazz-Pianistin, Komponistin und Musikproduzentin.
Lisa Hilton wuchs in Südkalifornien in einer musikalischen Familie auf; ein Onkel war ein niederländischer Pianist. 
Mit fünf Jahren fing Lisa Hilton an Klavier zu spielen, als Jugendliche begann sie erste Songs zu komponieren. Nach einem klassischen Klavierunterricht trat sie mit einem Programm aus Jazz-Standards und Blues-Riffs auf, stilistisch orientiert an Jazzpianisten wie Dave Brubeck, McCoy Tyner, Bill Evans oder Brad Mehldau. Seit 1997 produziert sie ihre Musik auf ihrem Label Ruby Slippers Productions, zumeist Soloalben mit Jazzstandards und Eigenkompositionen. Mit einer All-Stars-Band aus Steve Wilson, Jeremy Pelt, Christian McBride und Lewis Nash entstand 2007 ihr Album The New York Sessions.  Lisa Hilton lebt und arbeitet in Malibu (Kalifornien).

## Diskographische Hinweise
- Playing by Heart (1999)
- Cocktails at Eight... (2000)
- Midnight in Manhattan (2006)
- The New York Sessions (2007)
- Twilight & Blues (2009)
- Chalkboard Destiny (Ruby Slippers, 2020)
- Lucky All Along (2024)